# Парпаніца
Парпаніца (рум. Parpanița) — село у повіті Васлуй в Румунії. Адміністративно підпорядковане місту Негрешть.
Село розташоване на відстані 287 км на північ від Бухареста, 28 км на північний захід від Васлуя, 36 км на південь від Ясс.

## Населення
За даними перепису населення 2002 року у селі проживали 605 осіб, усі — румуни. Усі жителі села рідною мовою назвали румунську.